# Gunung Pepanji (berg i Indonesien, lat 4,01, long 96,81)
Gunung Pepanji är ett berg i Indonesien.   Det ligger i provinsen Aceh, i den västra delen av landet, 1 600 km nordväst om huvudstaden Jakarta. Toppen på Gunung Pepanji är 1 601 meter över havet, eller 305 meter över den omgivande terrängen. Bredden vid basen är 8,2 km.
Terrängen runt Gunung Pepanji är bergig åt nordost, men åt sydväst är den kuperad.Runt Gunung Pepanji är det glesbefolkat, med 18 invånare per kvadratkilometer. I omgivningarna runt Gunung Pepanji växer i huvudsak städsegrön lövskog.